# 長谷川宣義
長谷川 宣義（はせがわ のぶよし）は、江戸時代中期から後期にかけての旗本。書家としても知られ、石齋と号す。長谷川宣以の子。通称は辰蔵、のち祖父や父と同様に平蔵を称した。官位は従五位下山城守。

## 略歴
天明8年（1788年）12月23日、11代将軍・徳川家斉に御目見する。寛政7年（1795年）5月8日、書院番となる。同年8月3日、家督を継いで400石を得る。
寛政8年（1796年）2月10日、小納戸となり、将軍家の世子家慶付きを命じられる。寛政9年（1797年）4月21日より江戸城西の丸に勤仕する。文政9年（1826年）12月16日、従五位下・山城守に叙される。天保2年（1831年）6月8日、先手弓頭となる。

## 系譜
- 父：長谷川宣以（1745-1795）
- 母：大橋親英の娘
- 室：亀井安清の養女
  - 長男：長谷川宣茂
  - 次男：長谷川宣昭